# أميريجو فسبوتشي
كان أميريغو فسبوتشي (9 مارس 1451 - 22 فبراير 1512) مستكشفًا وملاحًا إيطاليًا من جمهورية فلورنسا، اشتُق من اسمه مصطلح «أمريكا».
شارك فسبوتشي بين عامي 1497 و 1504 في رحلتين على الأقل خلال عصر الاستكشاف، الأولى لصالح إسبانيا (1499 - 1500) ومن ثم لصالح البرتغال (1501 - 1502). وفي عامي 1503 و 1505، نُشر كتيبان باسمه، يشملان أوصافًا مليئة بالتفاصيل والرسومات لهذه الاستكشافات ولرحلات مزعومة أخرى. لاقى الكتيبان شعبية كبيرة وجرى تداولهما على نطاق واسع في معظم أنحاء أوروبا. وعلى الرغم من أن المؤرخين ما زالوا يشككون في مؤلف هذه الروايات وصحتها، لكن دورهما في ذلك الوقت كان فعالًا في زيادة الوعي بالاكتشافات الجديدة وتعزيز سمعة فسبوتشي كمستكشف وملاح.
ادعى فسبوتشي أنه أدرك، خلال رحلته البرتغالية في 1501، أن البرازيل كانت جزءًا من قارة رابعة مجهولة للأوروبيين، أطلق عليها اسم «العالم الجديد». ألهم هذا الادعاء رسام الخرائط مارتن فالدزمولر بإقرار إنجازات فسبوتشي في 1507 من خلال تطبيق الصيغة اللاتينية «أمريكا» لأول مرة على خريطة توضح العالم الجديد. وحذا رسّامو الخرائط الآخرين حذوه، وبحلول عام 1532، ثُبت اسم أمريكا بشكل دائم على القارات المكتشفة حديثًا.
من غير المعروف ما إذا كان فسبوتشي على علم بهذه الامتيازات أم لا. وفي 1505، أصبح من رعايا قشتالة بموجب مرسوم ملكي، وفي 1508، تعين في منصب محدث باسم كبير الملاحين لمؤسسة التجارة الإسبانية في إشبيلية، منصب شغله حتى وفاته عام 1512.

## سيرته الذاتية

### إشبيلية
بات لورينزو دي بييرفرانشيسكو في 1488 غير راضٍ عن وكيل أعماله في إشبيلية، توماسو كابوني. فأرسل فسبوتشي من أجل تقصي الوضع وتقديم تقييم للبديل المقترح، التاجر الفلورنسي جيانوتو بيراردي. فُقدت النتائج التي توصل إليها فسبوتشي لكن كابوني عاد إلى فلورنسا في نحو ذلك الوقت وتولى بيراردي إدارة أعمال ميديشي في إشبيلية. بالإضافة إلى إدارة تجارة ميديشي في إشبيلية، كان لبيراردي عمله الخاص في تجارة العبيد الأفريقية وتموين مستلزمات السفن.
بحلول عام 1492، كان فسبوتشي قد استقر بشكل دائم في إشبيلية. لم تكن دوافعه لمغادرة فلورنسا واضحة؛ استمر في إجراء بعض الأعمال نيابة عن رعاته من عائلة ميديشي، لكنه بات منخرطًا أكثر في أنشطة بيراردي الأخرى، وأبرزها دعمه لرحلات كريستوفر كولومبوس. استثمر بيراردي نصف مليون مارافيدي في رحلة كولومبوس الأولى، ونال عقدًا مربحًا محتملًا لتزويد الأسطول الثاني الكبير في رحلة كولومبوس. لكن، تبين أن الأرباح بعيدة المنال. وفي 1495، أبرم بيراردي عقدًا مع التاج بهدف إرسال 12 سفينة للتموين إلى هسبنيولا، لكنه توفي بعد ذلك فجأة في ديسمبر دون إكمال شروط العقد.
كان فسبوتشي منفذ وصية بيراردي، فحصّل الديون ودفع الالتزامات المستحقة على الشركة. بقي بعد ذلك مدينًا بمبلغ 140,000 مارافيدي. استمر في توفير الإمدادات للسفن المتجهة إلى جزر الهند الغربية، لكن فرصه كانت تتضاءل؛ لم تكن حملات كولومبوس توفر الأرباح المأمولة، وكان راعيه، لورنزو دي بييرفرانشيسكو ميديشي، يستخدم وكلاء آخرين من فلورنسا من أجل أعماله في إشبيلية.
في وقت ما بعد استقراره في إشبيلية، تزوج فسبوتشي امرأة إسبانية تدعى ماريا سيريزو. لا يُعرف عنها الكثير؛ ظهرت في وصية فسبوتشي بأنها ابنة القائد العسكري الشهير غونزالو فرنانديز دي كوردوبا. يفترض المؤرخ فرنانديز أرميستو بأنها ربما كانت ابنة غير شرعية لغونزالو وأن هذا الزواج كان اقترانًا مفيدًا جدًا لفسبوتشي على الأرجح. إذ كانت شريكة نشطة في أعماله وحصلت على توكيل رسمي من فسبوتشي في غيابه.

### الرحلات والرحلات المزعومة
يتألف الدليل على رحلات فسبوتشي الاستكشافية بالكامل تقريبًا من مجموعة من الرسائل التي كتبها أو المنسوبة إليه. اختلف المؤرخون بشدة حول تأليف هذه الوثائق ودقتها وصحتها. وبالتالي، اختلفت الآراء أيضًا فيما يتعلق بعدد الرحلات المنفذة، ومساراتها، وأدوار فسبوتشي وإنجازاته. فمنذ أواخر تسعينيات القرن الخامس عشر، شارك فسبوتشي في رحلتين إلى العالم الجديد كان توثيقهما جيدًا نسبيًا في السجل التاريخي. زُعم وجود اثنتين أخريين ولكن الأدلة عليهما فيها لبس. يُشار عادةً إلى رحلات فسبوتشي بالرحلة «الأولى» وحتى الرحلة «الرابعة»، حتى من قِبل المؤرخين الذين يستبعدون واحدة أو أكثر من الرحلات.

#### رحلة مزعومة في 1497-1498
ثمة رسالة وجهت إلى المسؤول الفلورنسي بييرو سوديريني، بتاريخ 1504 ونشرت في العام التالي، ويُزعم أنها تقرير كتبه فسبوتشي عن رحلة إلى العالم الجديد، غادرت إسبانيا في 10 مايو 1497، وعادت في 15 أكتوبر 1498. ولعل هذه الرحلة هي الأكثر إثارة للجدل من بين رحلات فسبوتشي، إذ أنها السجل الوحيد المعروف لحدوثها، ويشك العديد من المؤرخين في أنها حدثت كما وُصفت. يشكك البعض في تأليف الرسالة ودقتها ويعتبرها مزورة. ويشير آخرون إلى التناقضات في سرد الرحلة، ولا سيما المسار المزعوم، الذي يبدأ بالقرب من هندوراس ويتجه نحو الشمال الغربي لمسافة 870 فرسخًا (نحو 5,130 كم أو 3,190 ميلًا) - وهو المسار الذي يقودهم عبر المكسيك إلى المحيط الهادئ.
اشتبه بعض المؤرخين السابقين، بمن فيهم المعاصر بارتولومي دي لاس كاساس، في أن فسبوتشي دمج ملاحظات من رحلة لاحقة في توثيق وهمي لهذه الرحلة الأولى المفترضة، وذلك ليكسب الأسبقية على كولومبوس وينصب نفسه كأول مستكشف أوروبي يصادف البر الرئيسي. اقترح آخرون، بمن فيهم الباحث ألبرتو ماغناغي، أن رسالة سوديريني لم يكتبها فسبوتشي على الإطلاق، بل كتبها مؤلف مجهول الهوية تمكن من الوصول إلى رسائل الملاح الخاصة المرسلة إلى لورينزو دي ميديشي حول رحلاته الاستكشافية إلى الأمريكيتين في 1499 و1501، والتي لم تذكر رحلة عام 1497. رسالة سوديريني واحدة من رسالتين منسوبتين إلى فسبوتشي وجرى تحريرهما وتداولهما على نطاق واسع خلال حياته.

#### رحلة مزعومة 1499-1500
انضم فسبوتشي في 1499 إلى رحلة استكشافية مرخصة من إسبانيا وكان ألونسو دي أوخيدا قائد الأسطول وخوان دي لا كوزا الملاح الرئيسي. كان هدف الرحلة تقصي ساحل يابسة جديدة اكتشفها كولومبوس في رحلته الثالثة، والبحث خاصة عن مصدر غني باللؤلؤ أبلغ كولومبوس عن وجوده. مول فسبوتشي وداعميه اثنتين من السفن الأربع في الأسطول الصغير. من غير الواضح ما كان دوره في الرحلة. كتب فسبوتشي لاحقًا عن تجربته، وأعطى انطباعًا بأن دوره كان قياديًا، لكن هذا غير مرجح بسبب قلة خبرته. ولربما كان بدلًا من ذلك ممثلًا تجاريًا نيابة عن المستثمرين في الأسطول. وبعد سنوات، ذكر أوخيدا أن «موريغو فسبوتشي» كان أحد ملاحيه في الرحلة الاستكشافية.
غادرت السفن إسبانيا في 18 مايو 1499 وتوقفت في جزر الكناري أولًا قبل أن تصل إلى أمريكا الجنوبية في مكان ما بالقرب من سورينام أو غويانا الفرنسية الحاليتان. ومن هناك انقسم الأسطول: اتجه أوخيدا باتجاه الشمال الغربي نحو ما هو اليوم فنزويلا بسفينتين، فيما اتجهت السفينتان الأخريان جنوبًا وعلى متنهما فسبوتشي. يأتي السجل الوحيد للرحلة المتجهة جنوبًا من فسبوتشي نفسه. فافترض أنهم كانوا على ساحل آسيا وكان يأمل من خلال التوجه جنوبًا، وفقًا للجغرافي اليوناني بطليموس، أن يدوروا حول «رأس كاتيغارا» المجهول ويصلوا إلى المحيط الهندي. مروا بنهرين ضخمين (الأمازون وبارا) تصب مياههما العذبة على بعد 25 ميلًا (40 كم) في البحر. وواصلوا الإبحار جنوبًا لمسافة 40 فرسخًا أخرى (نحو 240 كم أو 150 ميلًا) ليواجهوا تيارًا معاكسًا قويًا للغاية لم يتمكنوا من تجاوزه. فاضطرت السفن إلى الالتفاف شمالًا، وتتبعت مسارها ثانية إلى اليابسة الأصلية. ومن هناك واصل فسبوتشي مساره شمالًا على طول ساحل أمريكا الجنوبية حتى خليج باريا وتتبع بعدها شاطئ ما يعرف اليوم بفنزويلا. لربما انضموا في مرحلة ما مرة أخرى إلى أوخيدا لكن الأدلة غير دقيقة. وفي أواخر الصيف، قرروا التوجه شمالًا إلى مستعمرة هسبنيولا الإسبانية في جزر الهند الغربية لإعادة إمداد سفنهم وإصلاحها قبل العودة إلى ديارهم. بعد هسبنيولا، نفذوا حملة قصيرة على العبيد في جزر البهاما، وأسروا 232 مواطنًا أصليًا، ثم عادوا إلى إسبانيا.

## سفينة أمريجو فسبوتشي
السفينة الايطالية التاريخية "أمريجو فسبوتشي" والتي وُصفت بأنها أجمل سفينة على العالم، وتم تسميتها نسبة للمستكشف والملاح الإيطالي أمريجو فسبوتشي، امتدت تجاربها البحرية المذهلة لأكثر من 90 عام وتعد رمز للتقاليد البحرية الايطالية وشعار الجمال والإبداع.

## وصلات خارجية
- أمريكو فسبوتشي على موقع الموسوعة البريطانية (الإنجليزية)
- أمريكو فسبوتشي على موقع إن إن دي بي (الإنجليزية)